# Muzeum Vysočiny Jihlava
Muzeum Vysočiny Jihlava je muzeum v Jihlavě, příspěvková organizace, jejímž zřizovatelem je Kraj Vysočina. Muzeum je umístěno v centru města Jihlavy na Masarykově náměstí, pobočky má v Telči, Třešti a na hradě Roštejnu. Muzeum obsahuje primárně sbírky regionálního charakteru, každý rok organizuje cca 10–15 tematických výstav. V roce 2017 byla k výročí 125 let od otevření muzea otevřena výstava s tématem jeho historie.

## Historie
Historie muzea v Jihlavě počíná ke konci 19. století, v Jihlavě v tu dobu žilo převážně německé obyvatelstvo a uvědomovalo si postupně rostoucí vlivy českého obyvatelstva. V roce 1891 byl založen Muzejní spolek a v roce 1892 bylo založeno i muzeum, to bylo otevřeno v chlapecké měšťanské škole 23. června 1895. Až do května 1924 bylo muzeum striktně německé, po tomto datu bylo muzeum řízeno česko-německým kurátorem a čistě české bylo až po skončení druhé světové války.
Po druhé světové válce bylo administrováno národním výborem a přestěhováno do zrekonstruovaných historických domů na hlavním jihlavském náměstí a stalo se centrem muzejní práce v tehdejším jihlavském kraji. Po reorganizaci v roce 1960 přešlo řízení muzea pod nově zřízený okresní národní výbor a získalo tak pojmenování Oblastní muzeum Vysočiny a ještě později Muzeum Vysočiny. K muzeu se od 60. let 20. století postupně integrovala městská muzea v několika městech: v roce 1963 muzeum v Polné, téhož roku muzeum v Telči, v roce 1964 se k muzeu připojil objekt hradu Roštejna a v roce 1974 městské muzeum v Třešti.
Po reformě samosprávy a vytvoření nových krajů a kraje Vysočina bylo muzeum přejmenováno na Muzeum Vysočiny Jihlava a je administrováno Krajem Vysočina. V roce 2007 se z muzea v Jihlavě oddělilo Městské muzeum Polná.
V roce 2023 byly budovy na Masarykově náměstí v Jihlavě rekonstruovány.

## Expozice
Expozice se nachází v muzeu v Jihlavě, další expozice také v pobočných muzeích v Třešti a Telči. Celkem je součástí sbírek 141096 exponátů.

### Muzeum Vysočiny Jihlava
V muzeu Vysočiny v budovách na Masarykově náměstí 57 a 58 v Jihlavě se nachází několik expozic. Prvním souborem je Od gotiky po současnost – osm století v historii města, druhým je Živá příroda Českomoravské vrchoviny a posléze jsou v muzeu umístěny ještě expozice nezařazené.

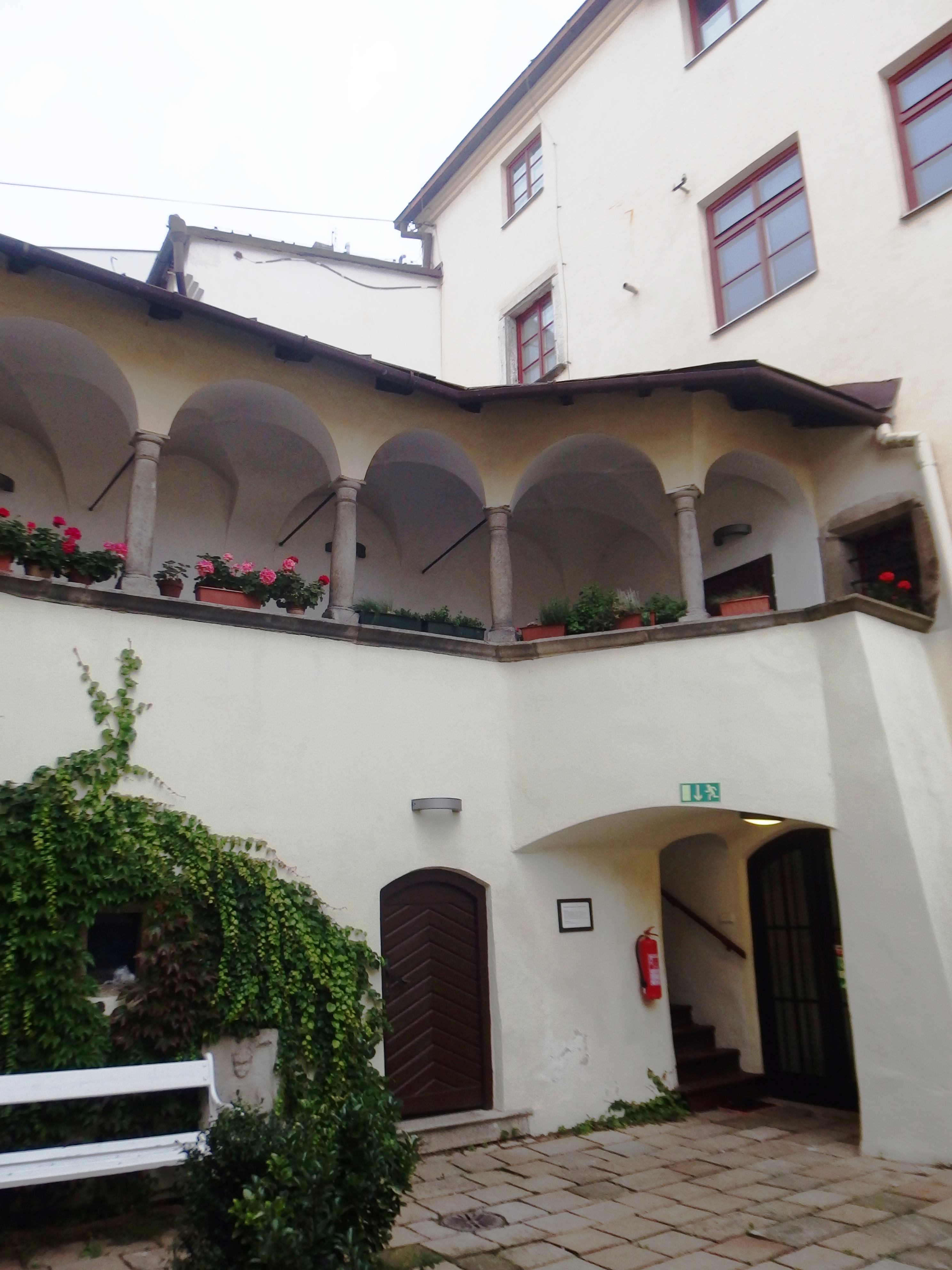
Arkádové nádvoří domu č. p. 57, sloužící jako lapidárium
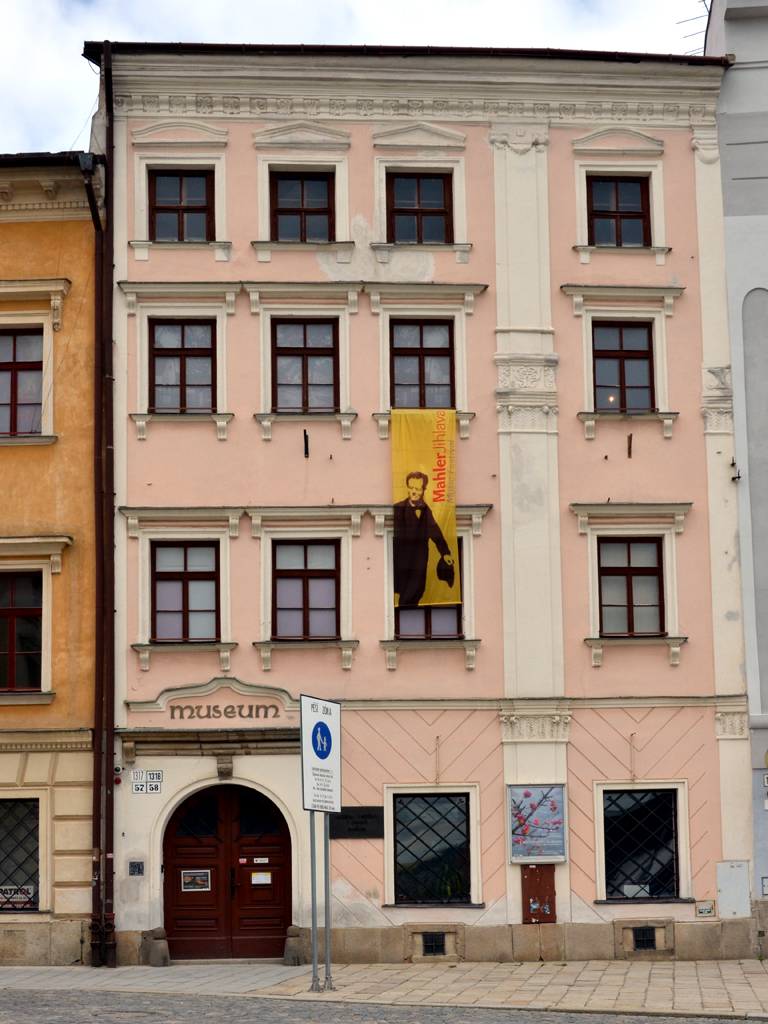
Dům č. p. 58, vchod do expozic
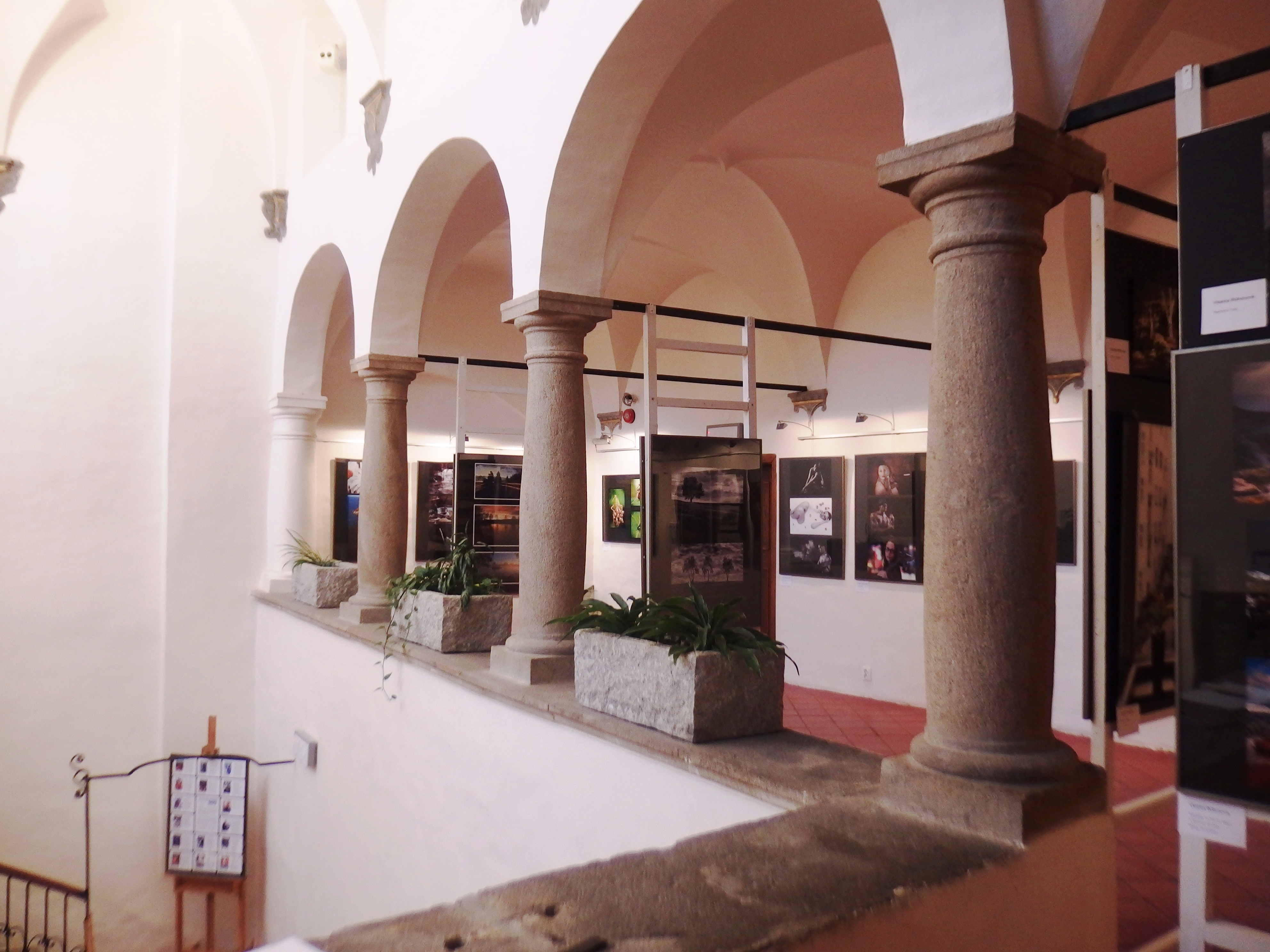
Výstavní prostory v horní síni domu č. p. 58

#### Od gotiky po současnost – osm století v historii města
Součástí expozice pod názvem Od gotiky po současnost jsou subexpozice Gotická jihlava, Renesance, Baroko, 19. století a 20. století, kdy součástí těchto dílčích expozic jsou různé regionální památky z oblasti Jihlavy a okolí. Expozice Gotická Jihlava představuje počátky města Jihlavy a také jihlavské horní právo, také představuje vznikl tzv. Nové Jihlavy v souvislosti s těžbou stříbra. Expozice Renesance představuje tzv. Jihlavské velké století, tj. století šestnácté, kdy Jihlava dosáhla svého historického vrcholu, mimo jiné bylo založeno i tzv. latinské gymnázium a to má také svoji expozici zpracovanou v této části muzea. V expozici pod názvem Baroko jsou uvedeny informace o třicetileté válce v Jihlavě, kdy ta zasáhla Jihlavu poměrně značně a pro názornost jsou v expozici uvedeny například plány Jihlavy z doby třicetileté války. Posléze jsou však uvedeny i příznaky rekatolizace v Jihlavě a opětovného hospodářského rozkvětu v Jihlavě v 18. století a také doby osvícenství v Jihlavě ke konci 18. století, v tu dobu z Jihlavy i odešli jezuité. V expozici 19. století se muzeum věnuje primárně Jihlavskému jazykovému ostrovu, průmyslové revoluci v Jihlavě a spolkovému životu v Jihlavě a v expozici 20. století se videoprojekcí ukazuje život v posledních letech v Jihlavě.

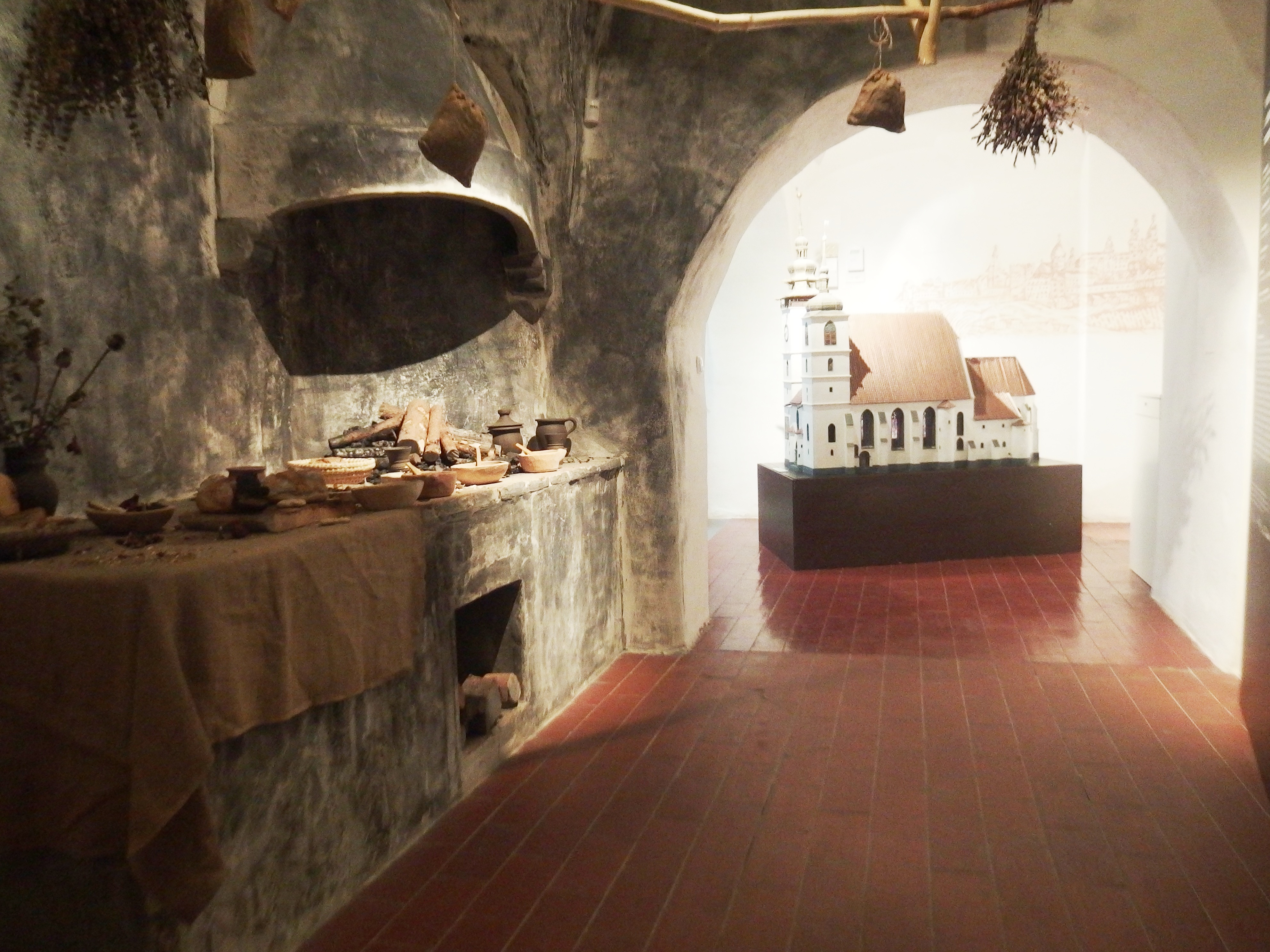
Černá kuchyně a model kostela svatého Jakuba Většího
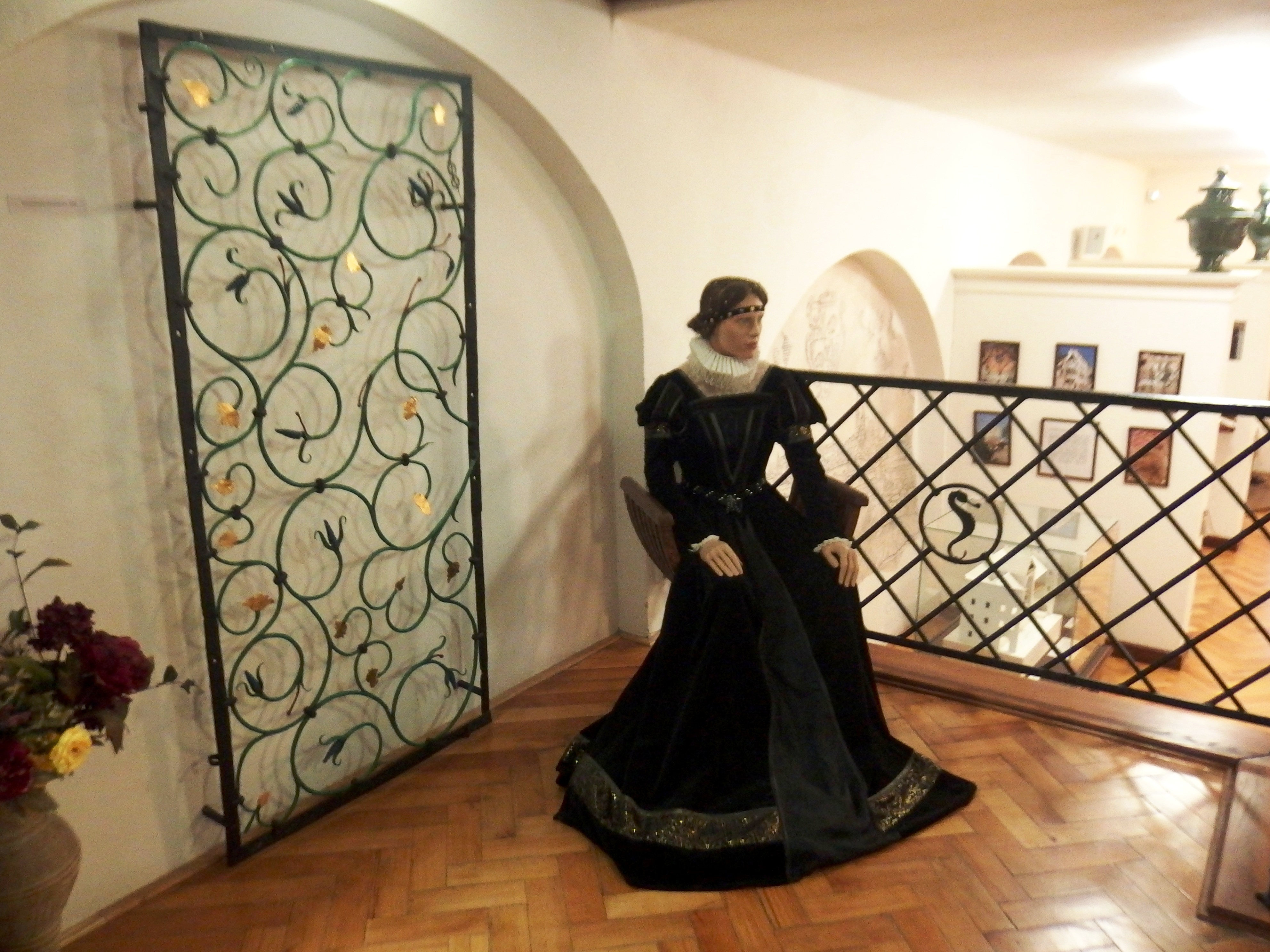
Renesanční kovaná mříž
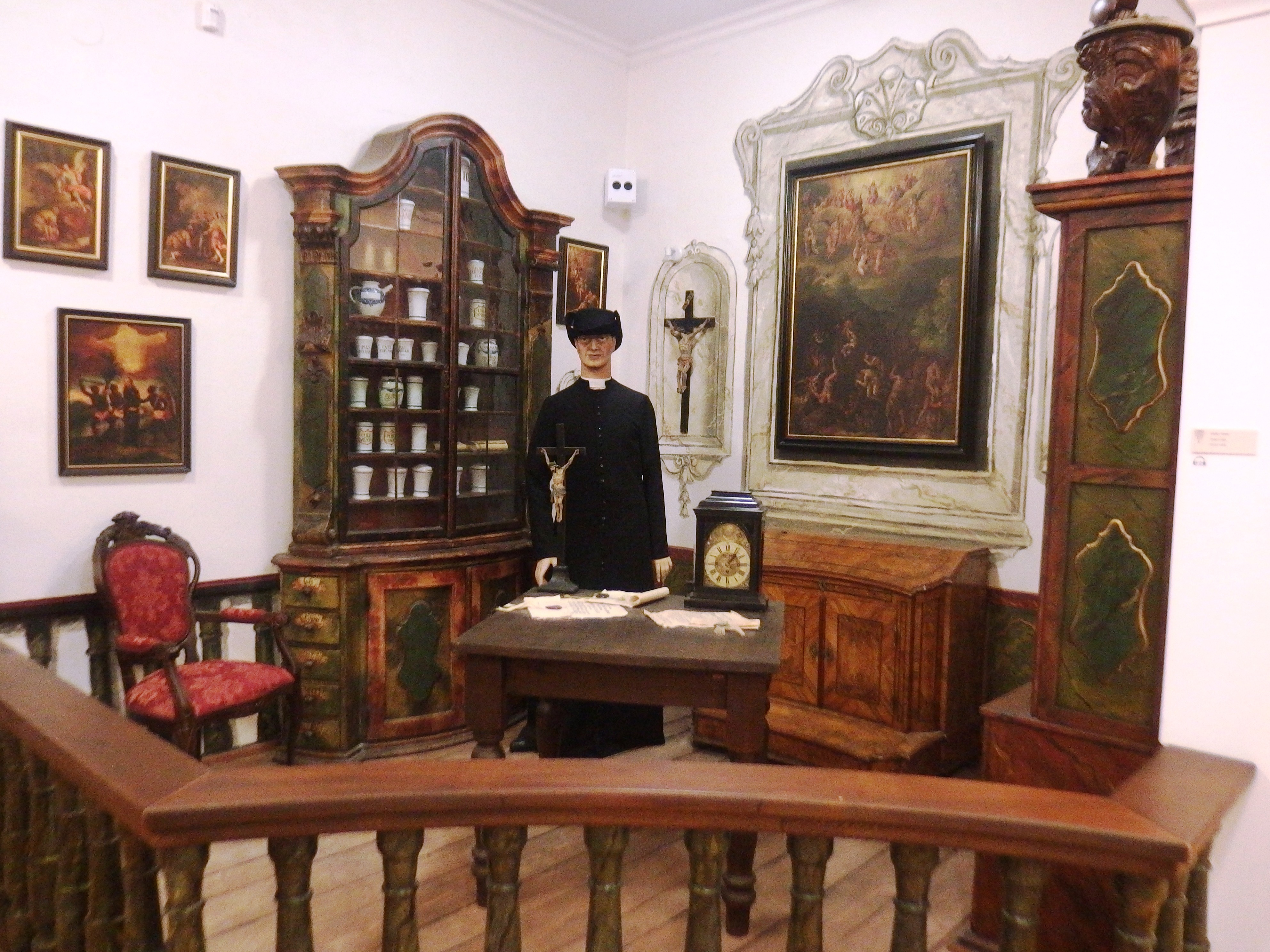
Jezuité v Jihlavě
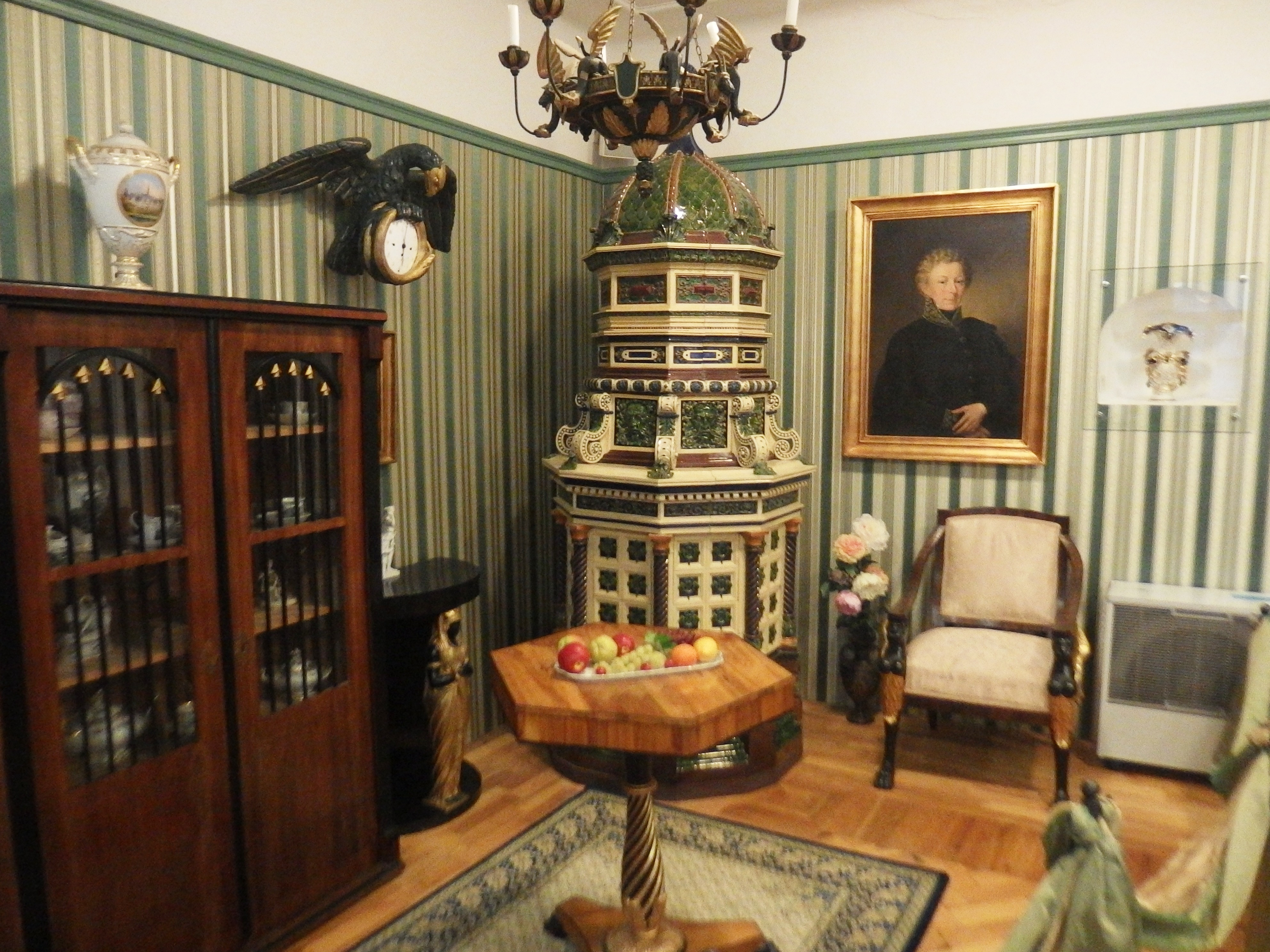
Pokoj z období biedermaieru
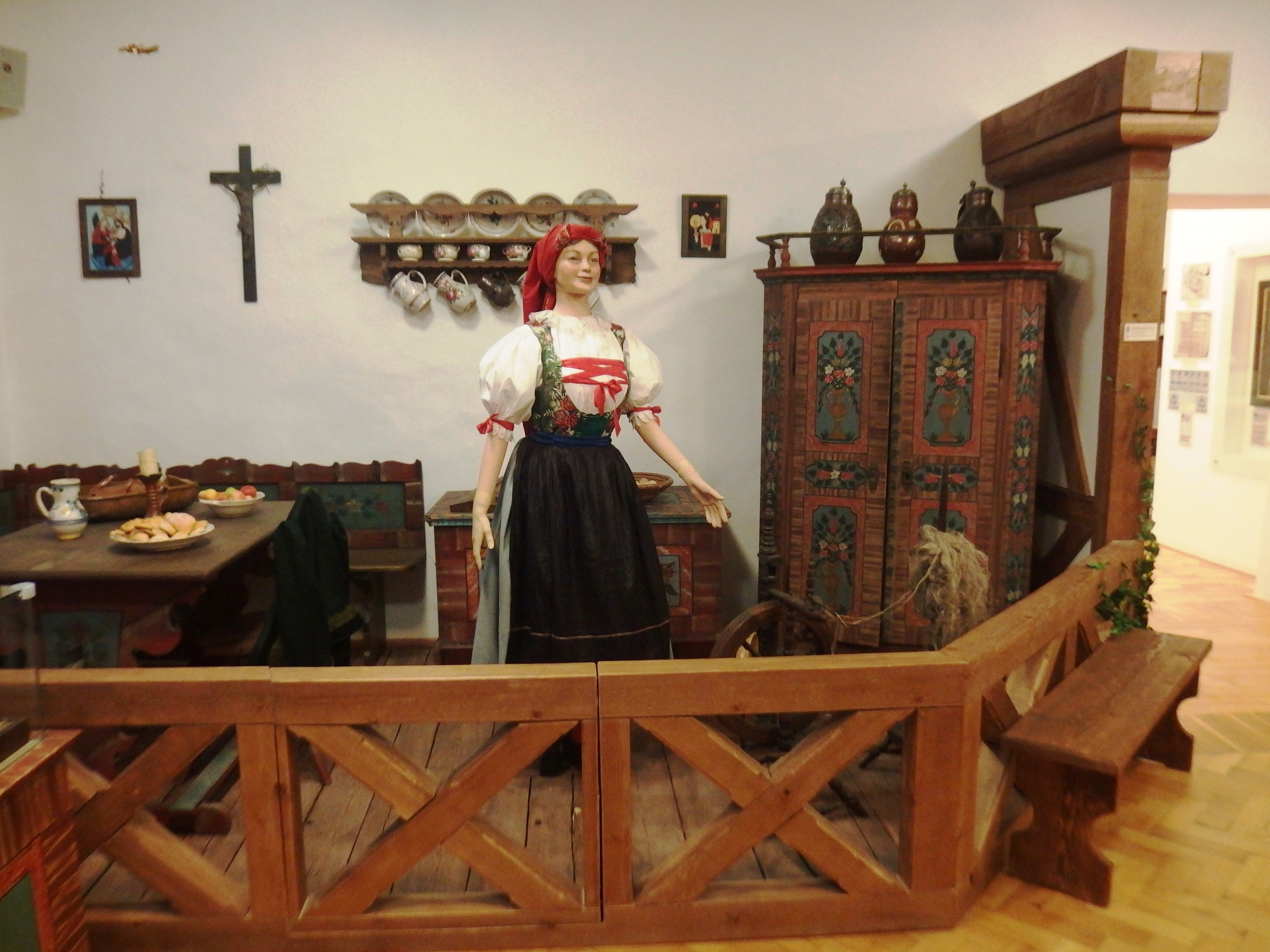
Selské obydlí

#### Živá příroda Českomoravské vrchoviny
Součástí expozice pod názvem Živá příroda Českomoravské vrchoviny jsou subcelky Od dob ledových, Otevřená krajina, Vody a mokřady a Lesy. V subcelku Od dob ledových jsou uvedeny příklady přírody pozdněglaciální v rámci Českomoravské vrchoviny a také příklady přírody z rašelinišť. V expozici jsou uvedeny mimo jiné kosterní pozůstatky a vzorky rašeliny, součástí sbírek je i model mamutího mláděte. V rámci subcelku Otevřená krajina jsou uvedeny příklady fauny a flory v rámci tzv. nelesních stanovišť na Českomoravské vrchovině, jsou uvedeny příklady obratlovců, hmyzu či přírodnin, podobně jsou ukázány mokřady a vodní biotopy v rámci subcelku Vody a mokřady, součástí jsou i preparované příklady primárně ryb a ptáků. Typickým zástupcem přírody Českomoravské vrchoviny jsou lesy, kdy součástí podcelku Lesy jsou mimo jiné modely hub a vycpané preparáty velkých kopytníků. Součástí expozice je i model mraveniště s možnosti nahlédnutí do jeho stavby a také hmatové vzorky dřevin.

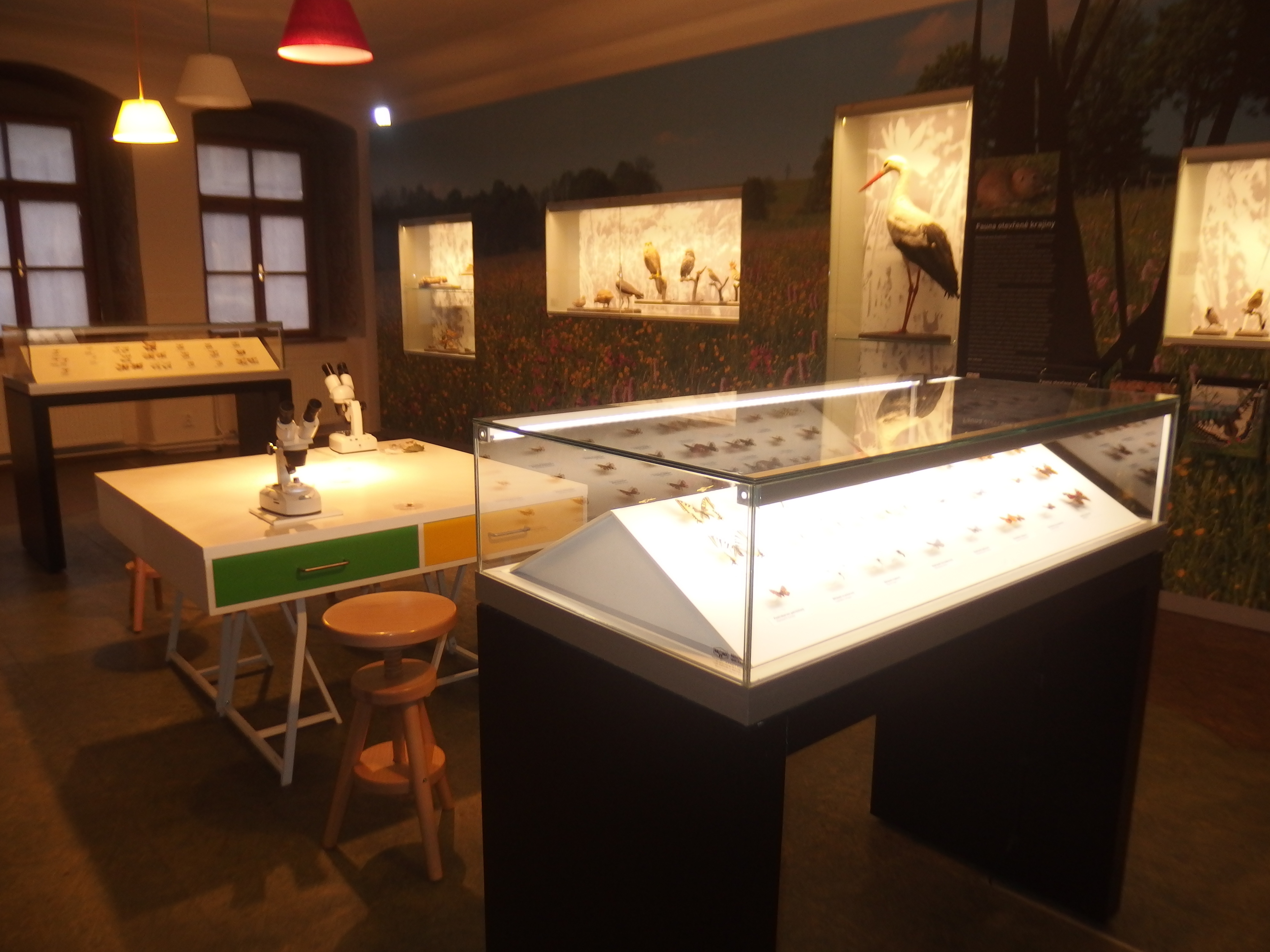
Část expozice Živá příroda Českomoravské vrchoviny
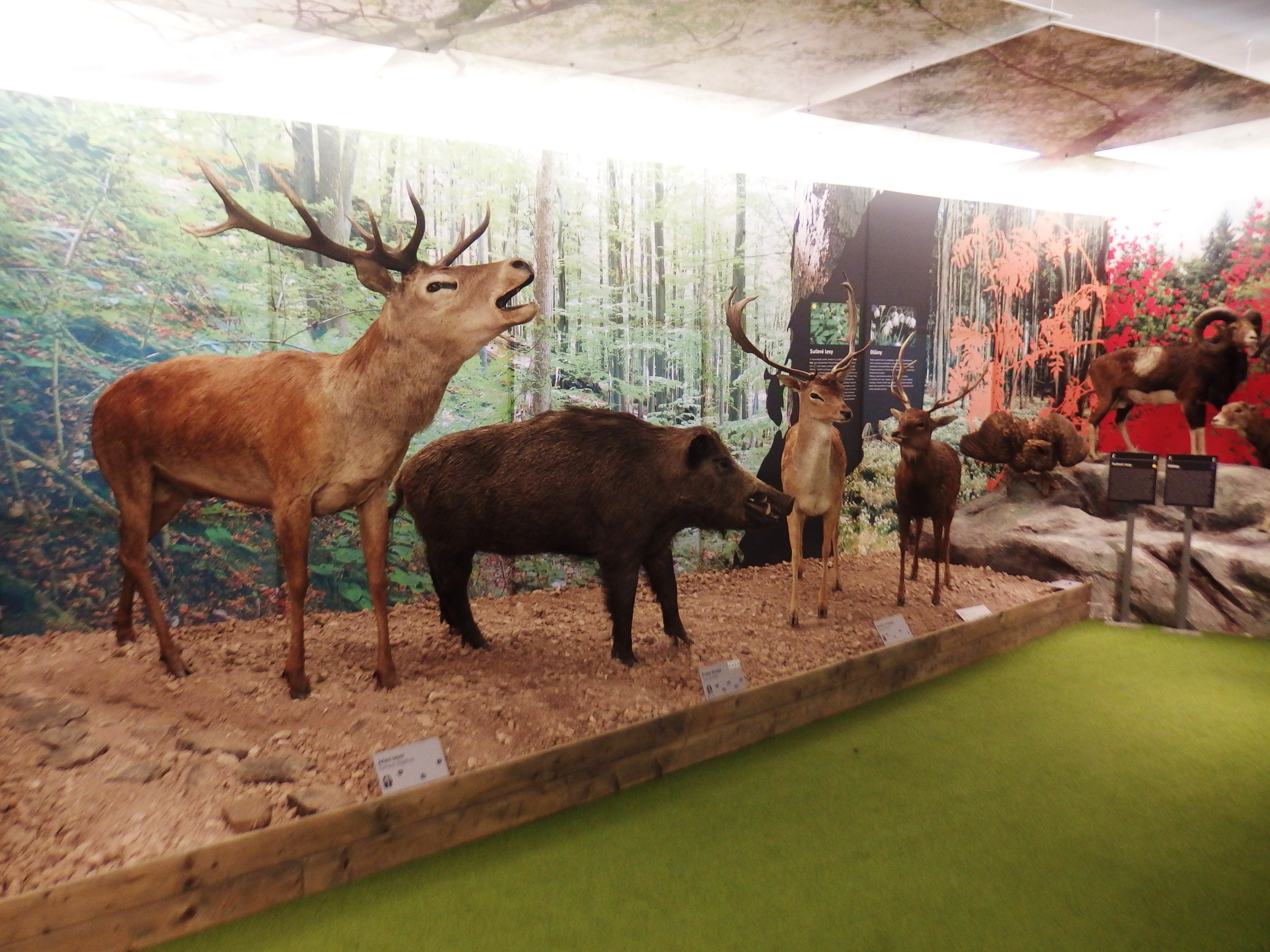
Savci
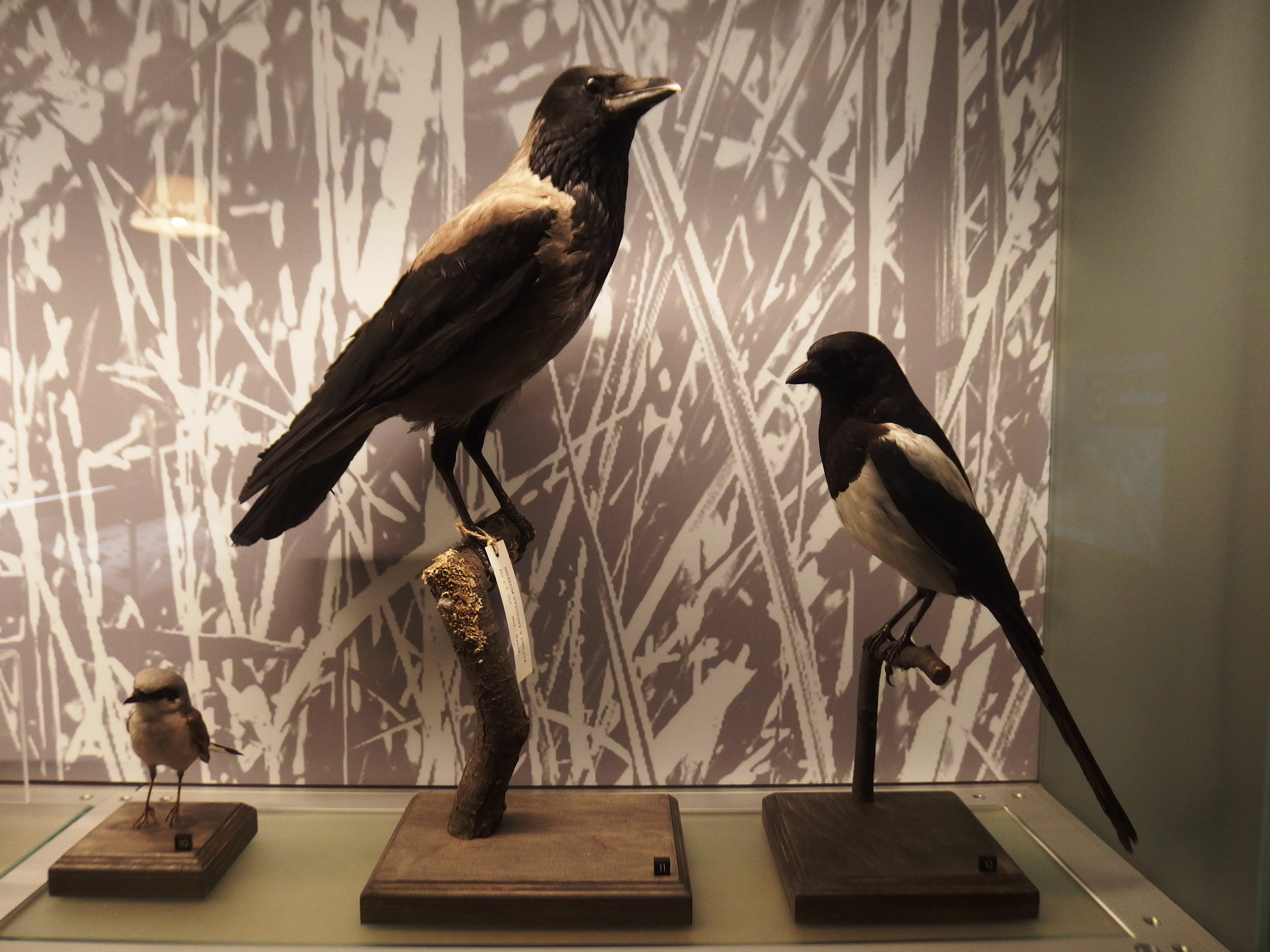
Ptáci

#### Ostatní expozice
Mezi další expozice patří Krása středověké plastiky, Dolování a mincování na Českomoravské vrchovině, Geologie Českomoravské vrchoviny a Lapidárium. V rámci expozice Krása středověké plastiky jsou vystaveny modely šesti pozdněgotických plastik, kdy hlavním exponátem má být kopie plastiky národní kulturní památky ČR sochy sv. Kateřiny z kostela sv. Jakuba Většího z Jihlavy. Expozice je umístěna v cechovní síni.
V rámci expozice Dolování a mincování na Českomoravské vrchovině jsou uvedeny příklady hornického řemesla od zpracování rudy po samotnou výrobu mincí ve středověké mincovně, expozice je umístěná ve sklepení domu čp. 57 na Masarykově náměstí. Součástí expozice jsou i archeologické vykopávky ze Starých Hor u Jihlavy či z Cvilínku u Černova a příklady nerostných surovin z okolí Jihlavy.
V expozici Geologie Českomoravské vrchoviny jsou uvedeny mineralogické exponáty i příklady hornin z oblasti Českomoravské vrchoviny, vzácnými exponáty jsou např. největší krystal na světě minerálu sekaninaitu z Dolních Borů, leštěná deska ametystu z Bochovic, stonařovský meteorit a například selenidy z Bukova.
V zadní části domu čp. 57 je umístěn renesančně rekonstruovaný dvůr (expozice Lapidárium), kdy v jeho prostorách jsou vystaveny náhrobní kameny primárně ze zrušeného hřbitova u kostela sv. Jakuba Většího, ve sklepních prostorách jsou uvedeny příklady kamenných architektonických článků z kostelů sv. Jakuba Většího, Nanebevzetí Panny Marie a Povýšení sv. Kříže. Vystavena je i velká kamenná křtitelnice.

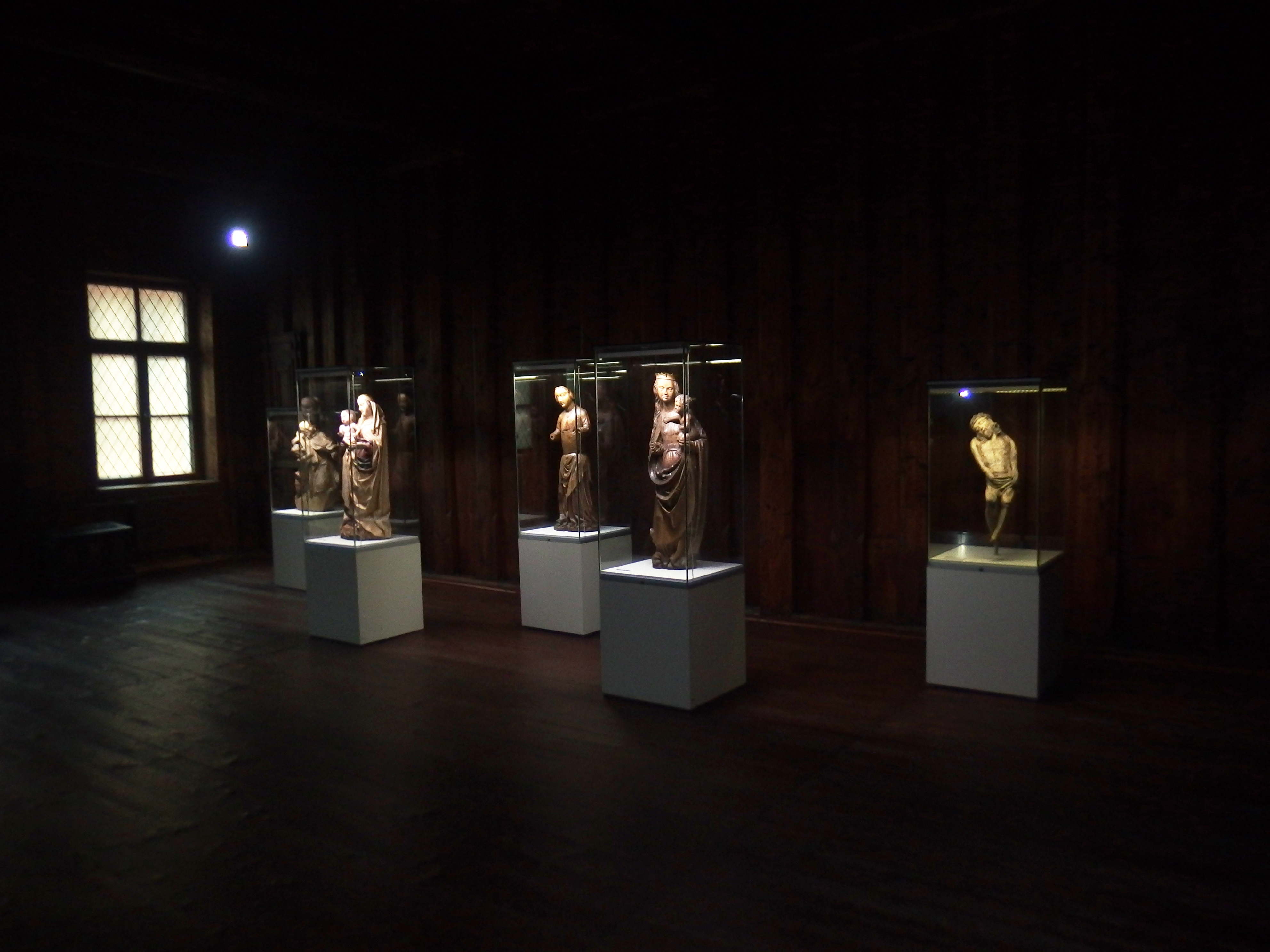
Krása středověké plastiky
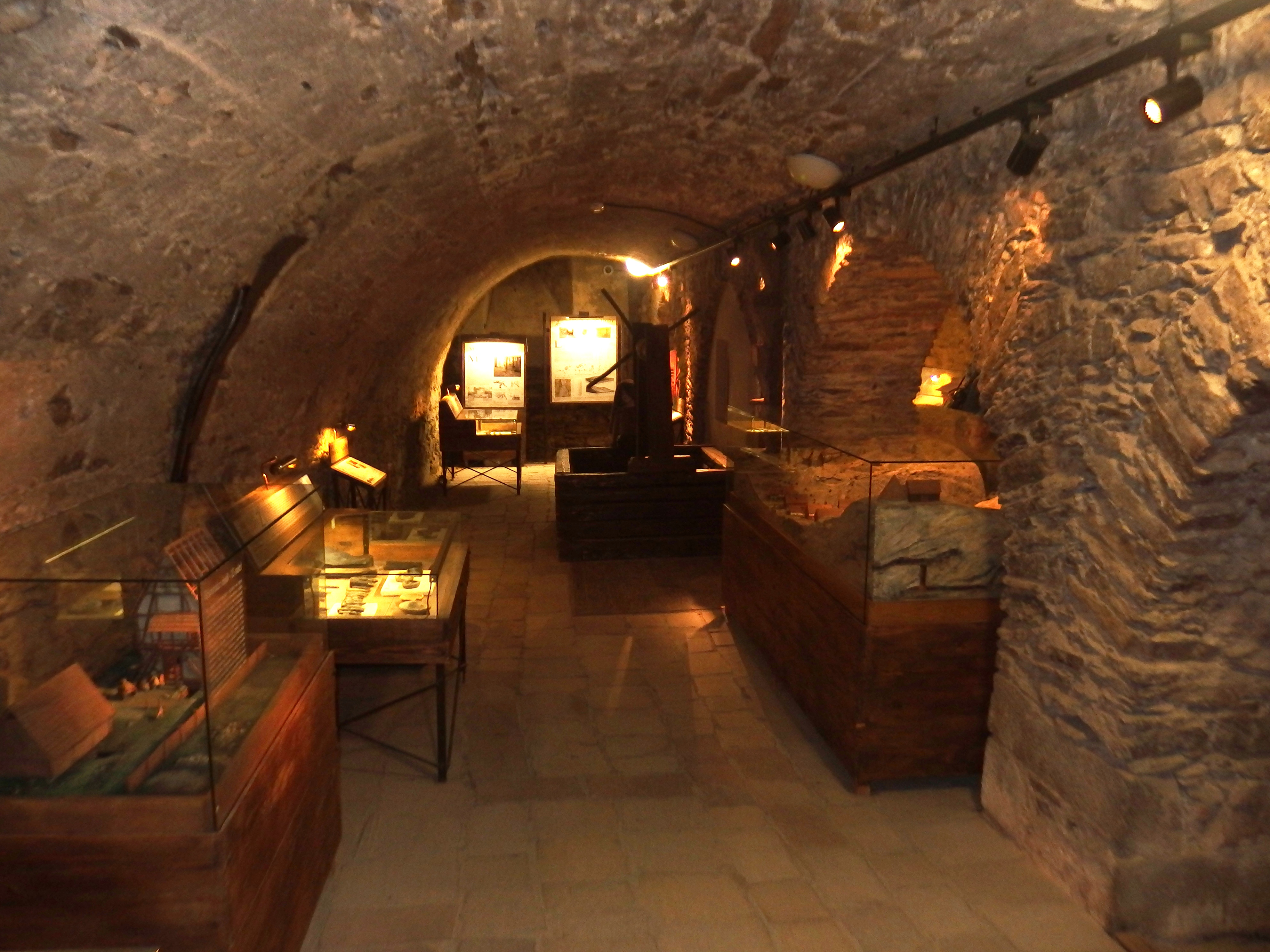
Dolování stříbra a mincování v Jihlavě
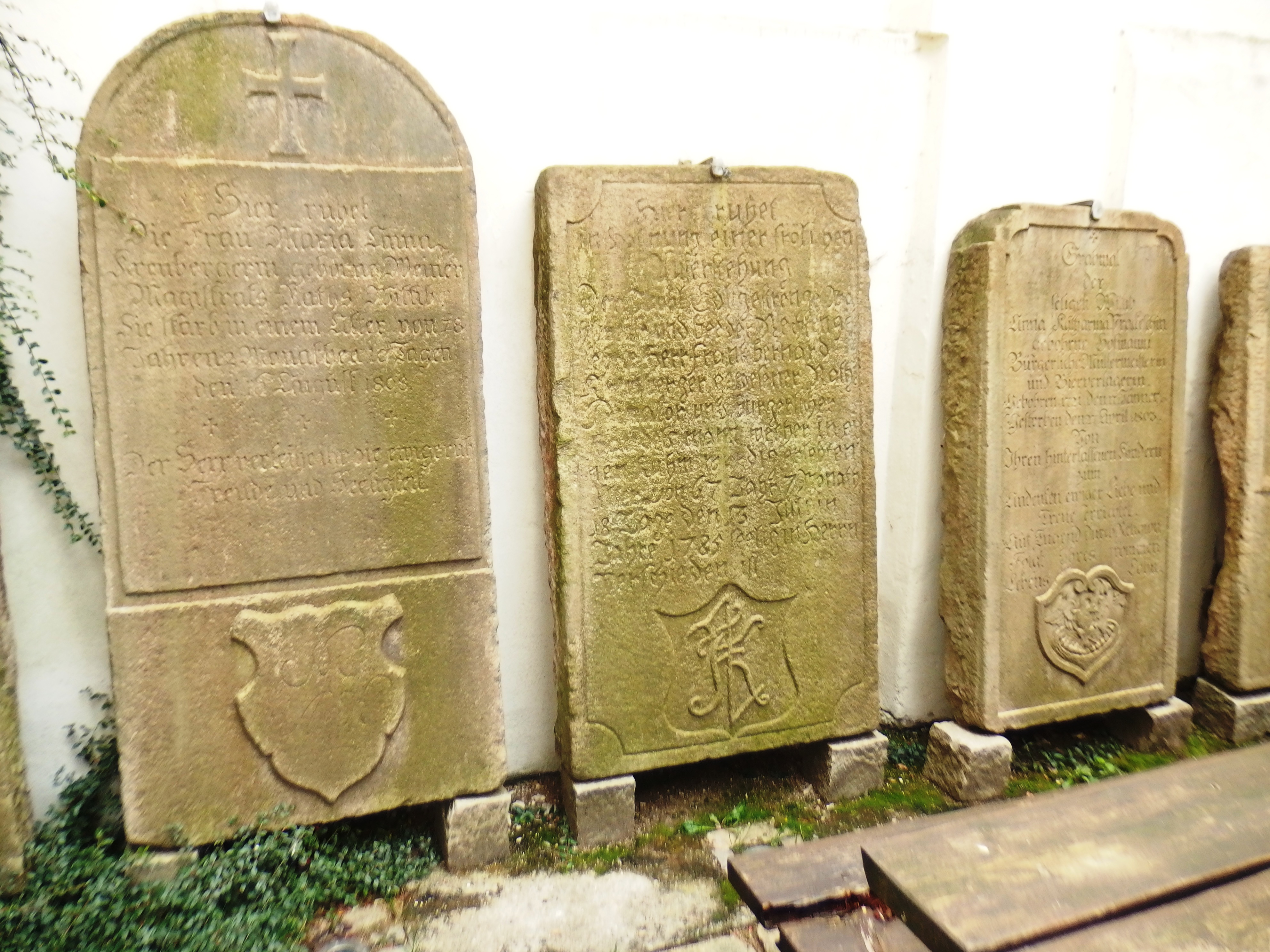
Náhrobky v lapidáriu
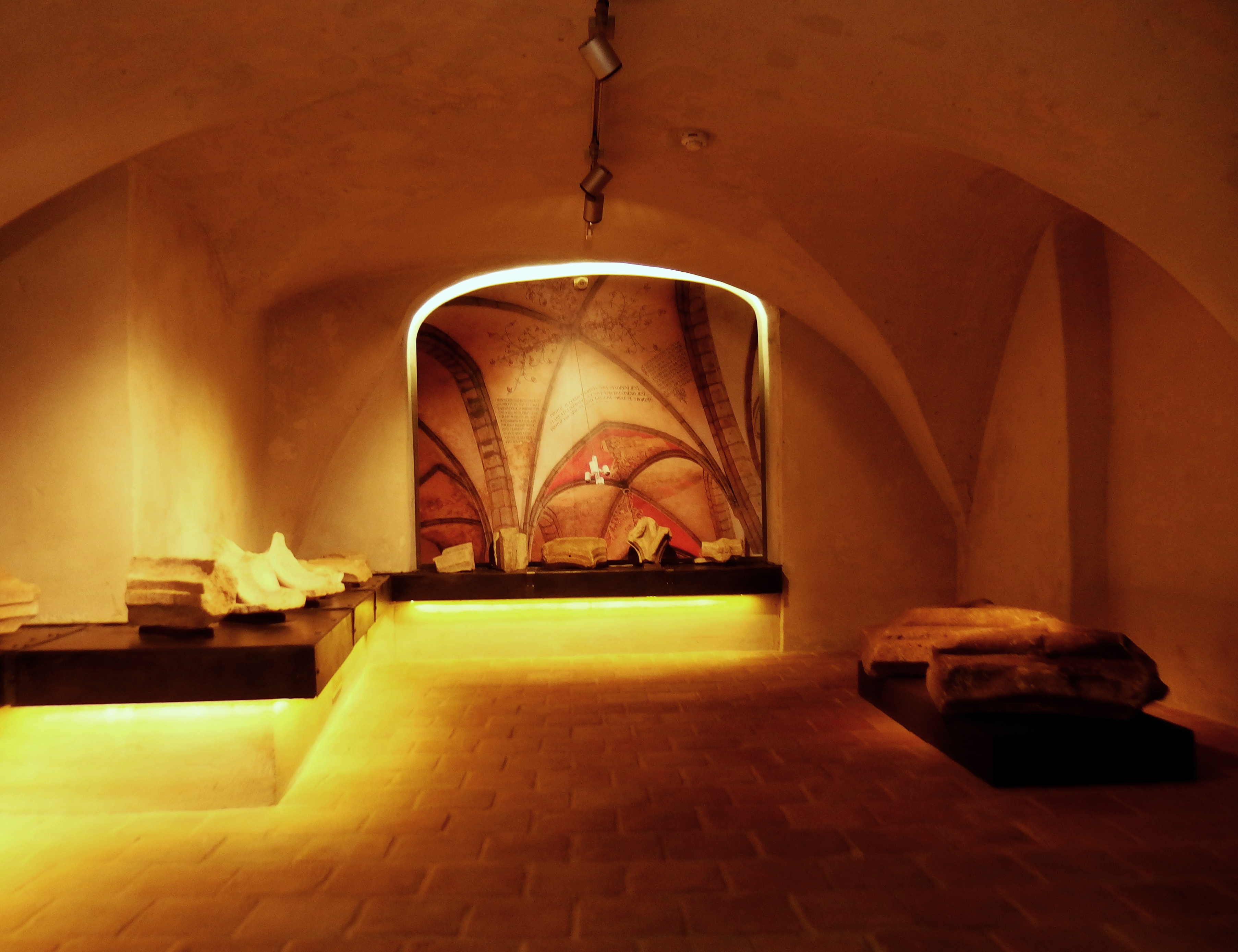
Sklepní část lapidária

### Hrad Roštejn
Na hradě Roštejně je jako na bývalém loveckém hrádku umístěna mimo jiné expozice pracovny polesného, součástí je i expozice o historii hradu a také o dalších historických řemeslech z regionu Českomoravské vrchoviny. Přístupných je několik různých sálů, součástí je například i přehlídka historických zbraní či ukázka černé kuchyně. V roce 2016 mají být otevřeny dvě nové expozice, týkat se mají historie myslivectví a lovectví.

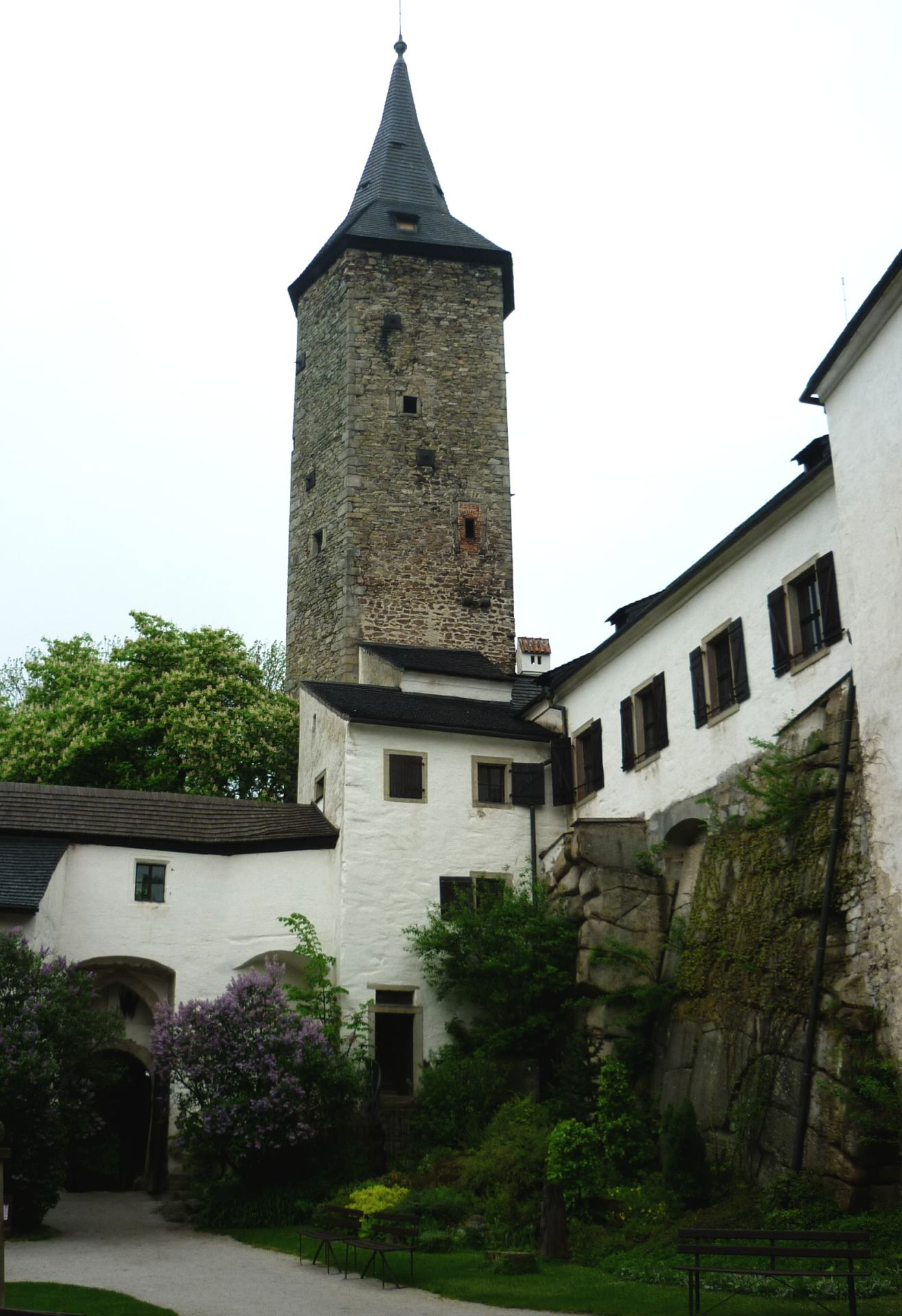
Hrad Roštejn
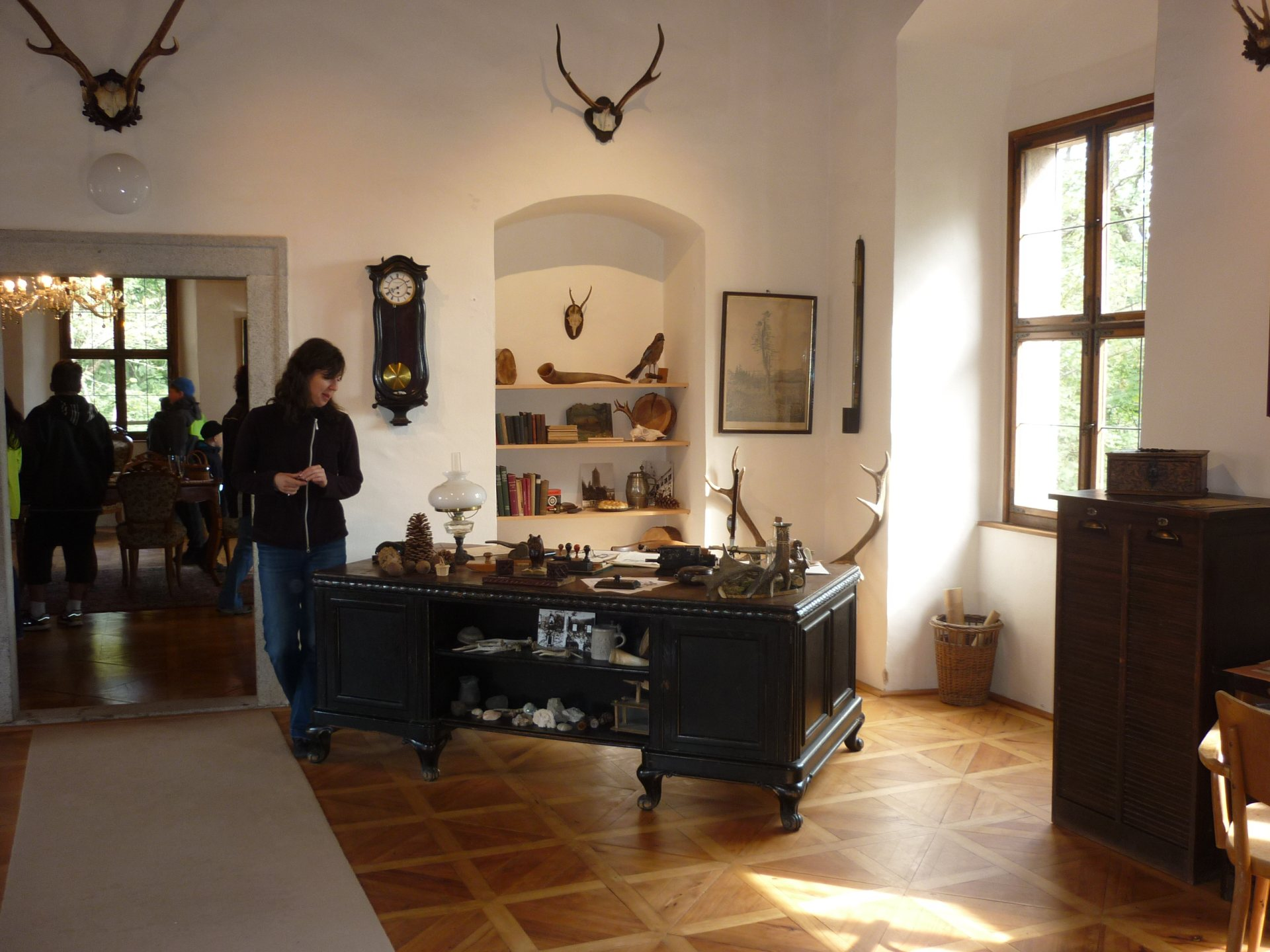
Pracovna polesného
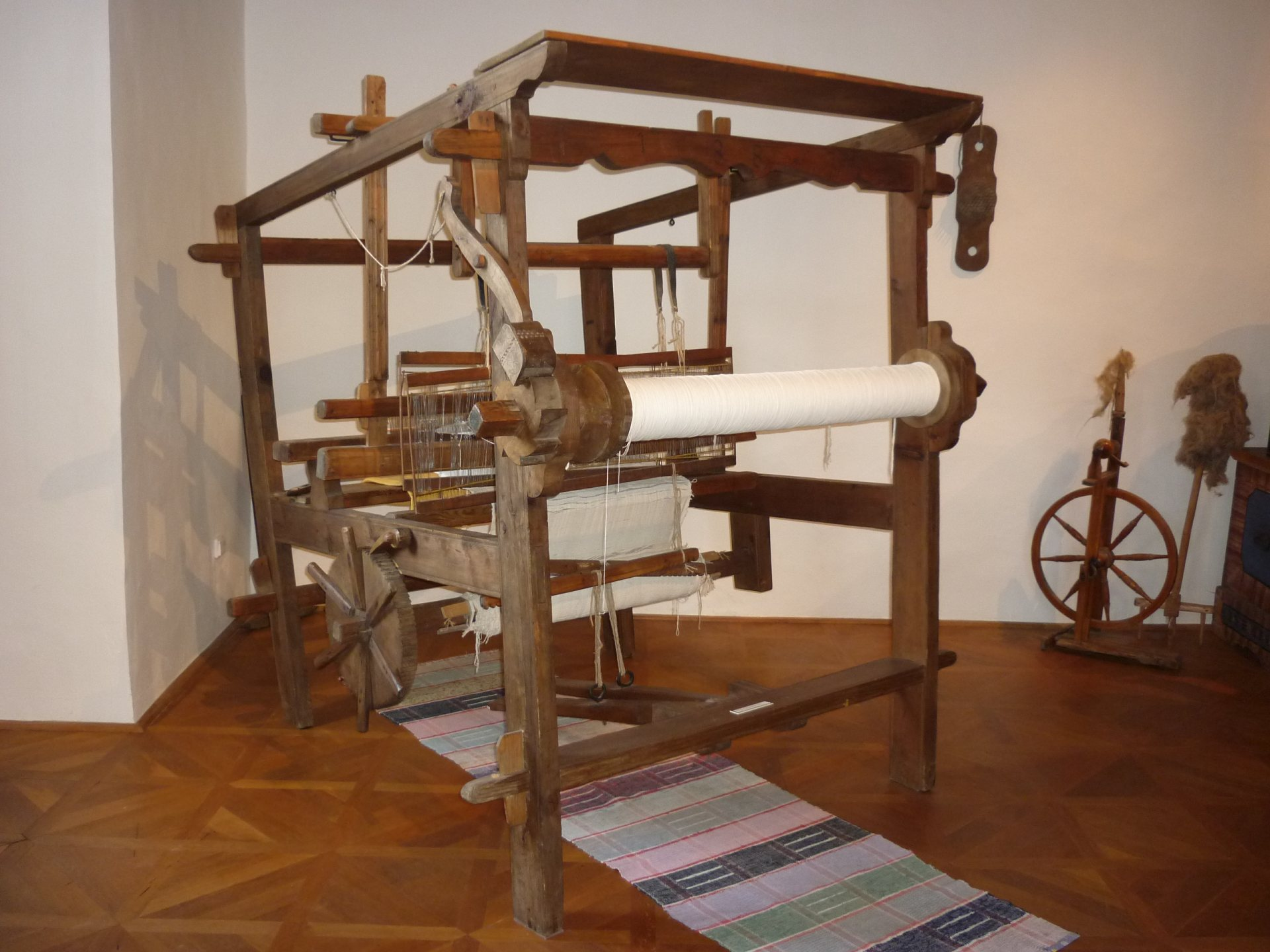
Tkalcovský stav
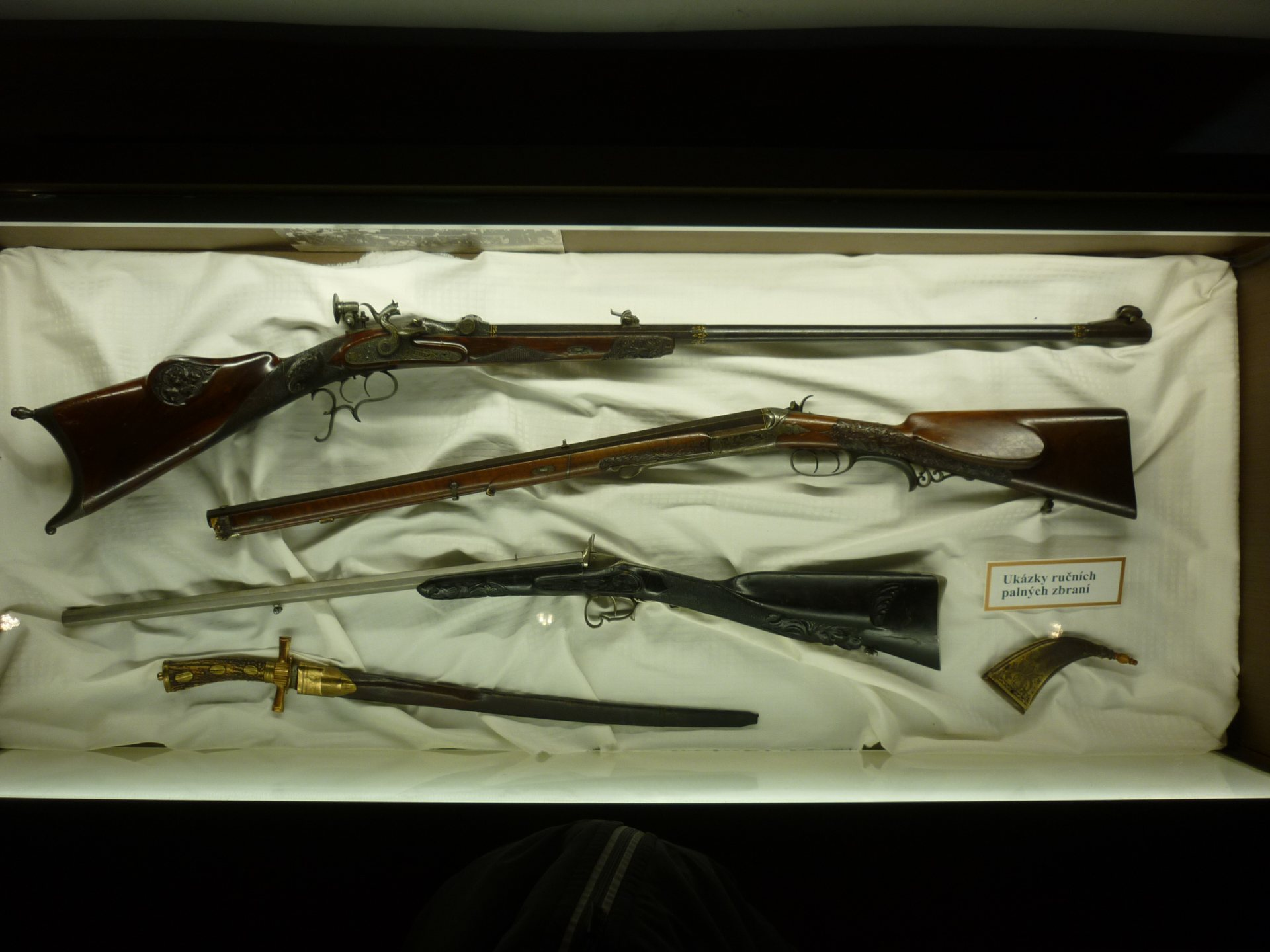
Sbírka zbraní
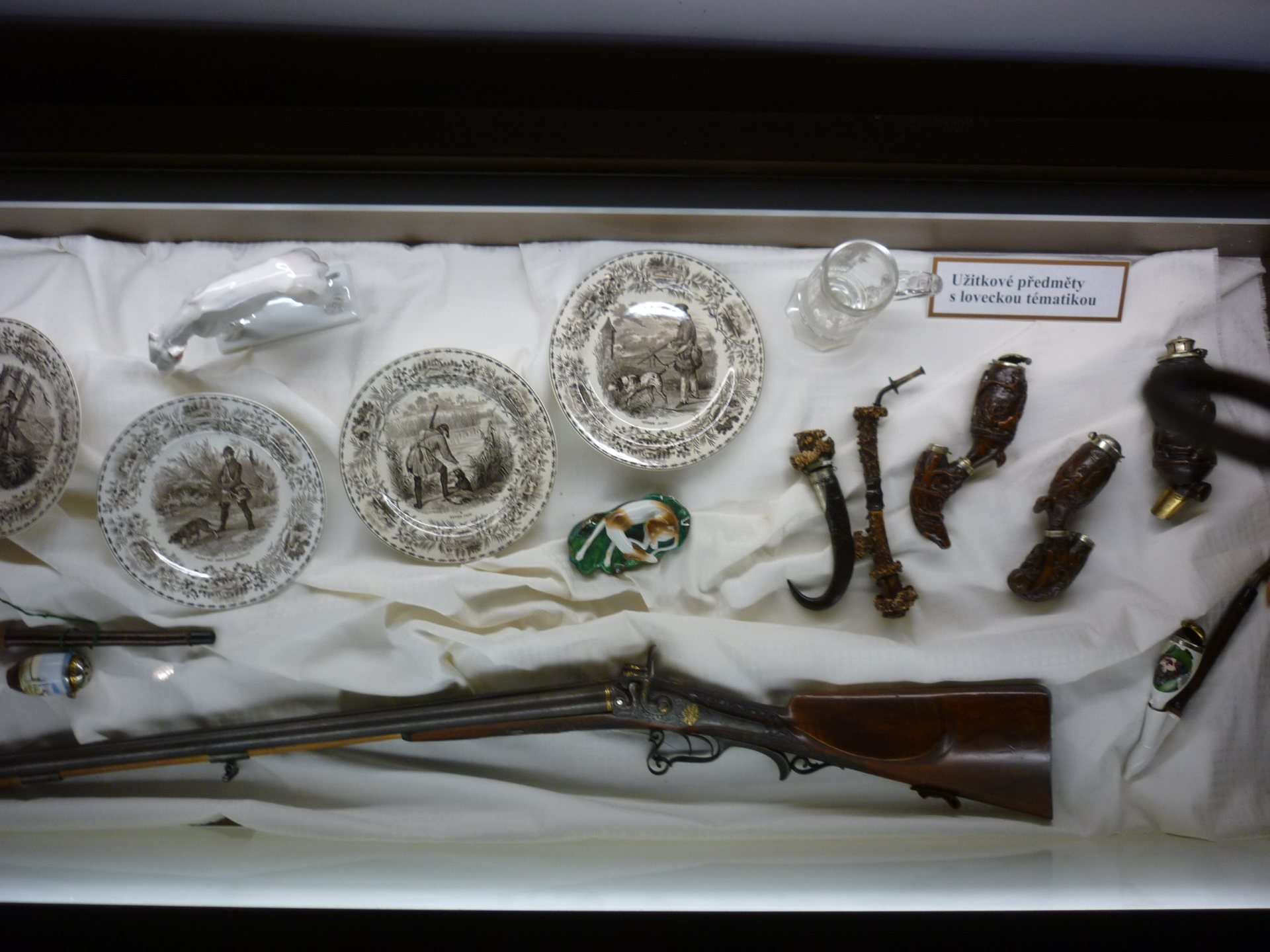
Exponáty s loveckou tematikou

### Pobočka Třešť
Součástí muzea je i bývalé městské muzeum v Třešti, kdy to se zabývá primárně betlémářstvím. Muzeum sídlí od roku 2003 v Schumpeterově domě na Rooseweltově ulici v Třešti.
Expozice betlémářství ukazuje tradici betlémářství v Třešti a okolí, kdy vystaveny jsou betlémy od papírových po složité mechanické z 19. a 20. století. Další expozice pod názvem Zámecký pokoj ukazuje předměty z inventáře třešťského zámku, primárně nábytek a portréty majitelů panství. Další expozice se věnuje životu a dílu Josefa Aloisa Schumpetera, kdy tento ekonom se narodil právě v Schumpeterově domě v roce 1883. Poslední expozicí je expozice nazvaná Zaniklý třešťský průmysl, kdy ta ukazuje příklady z průmyslových odvětví v Třešti, například se jedná o ukázky předmětů ze sukna, sektorového nábytku či další dřevěné prvky.

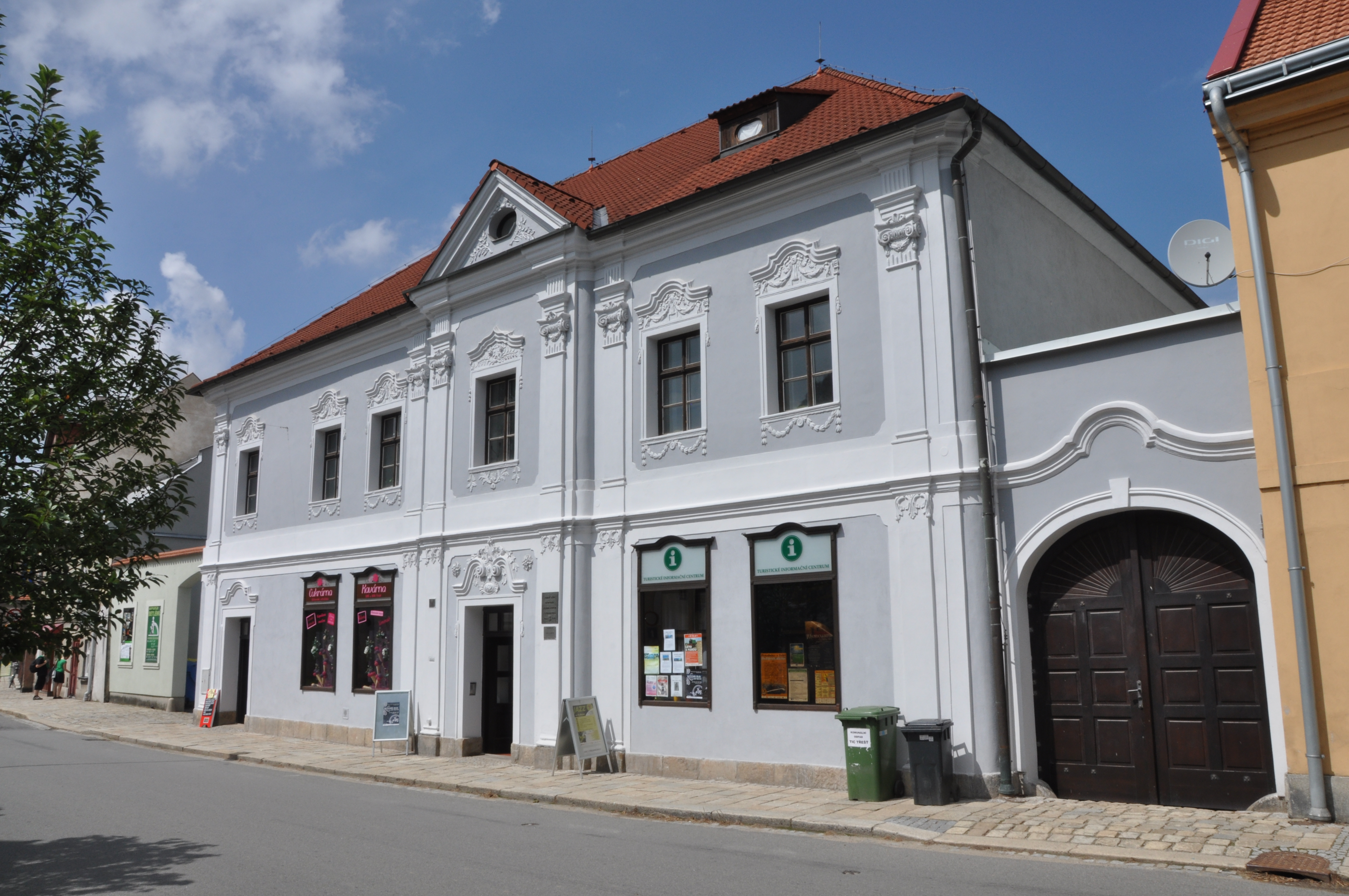
Schumpeterův dům - Městské muzeum v Třešti
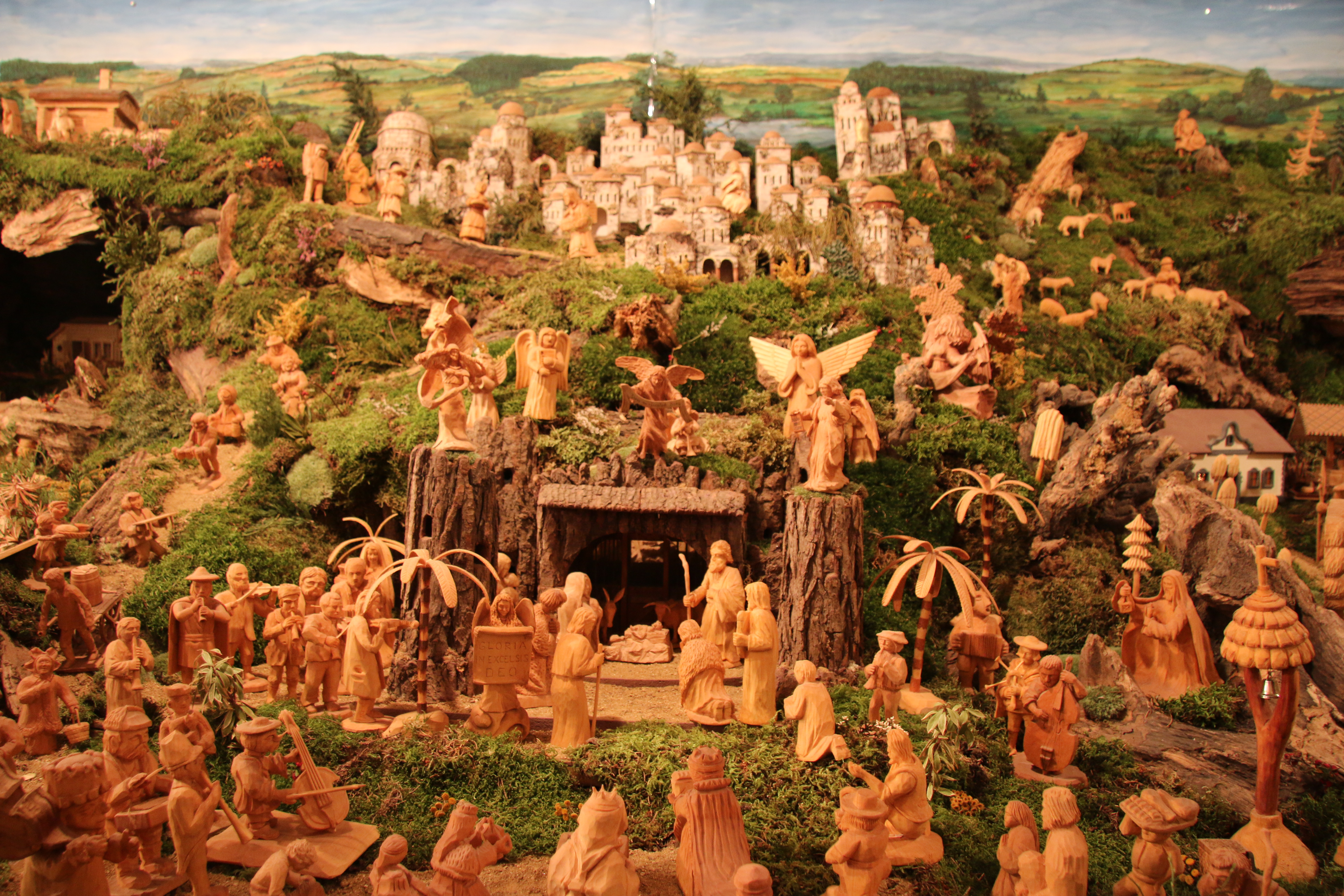
Betlém
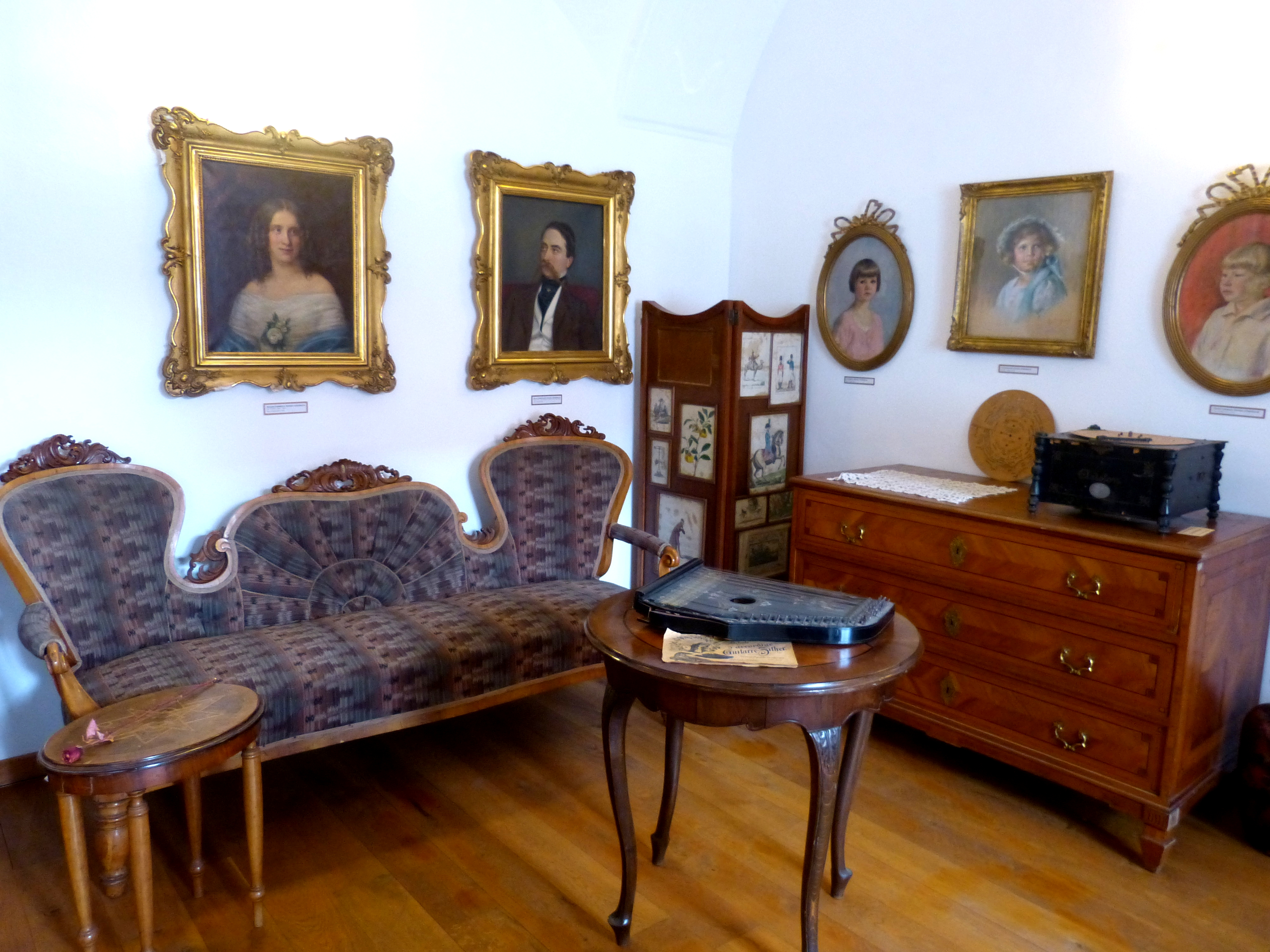
Biedermeierovský pokoj
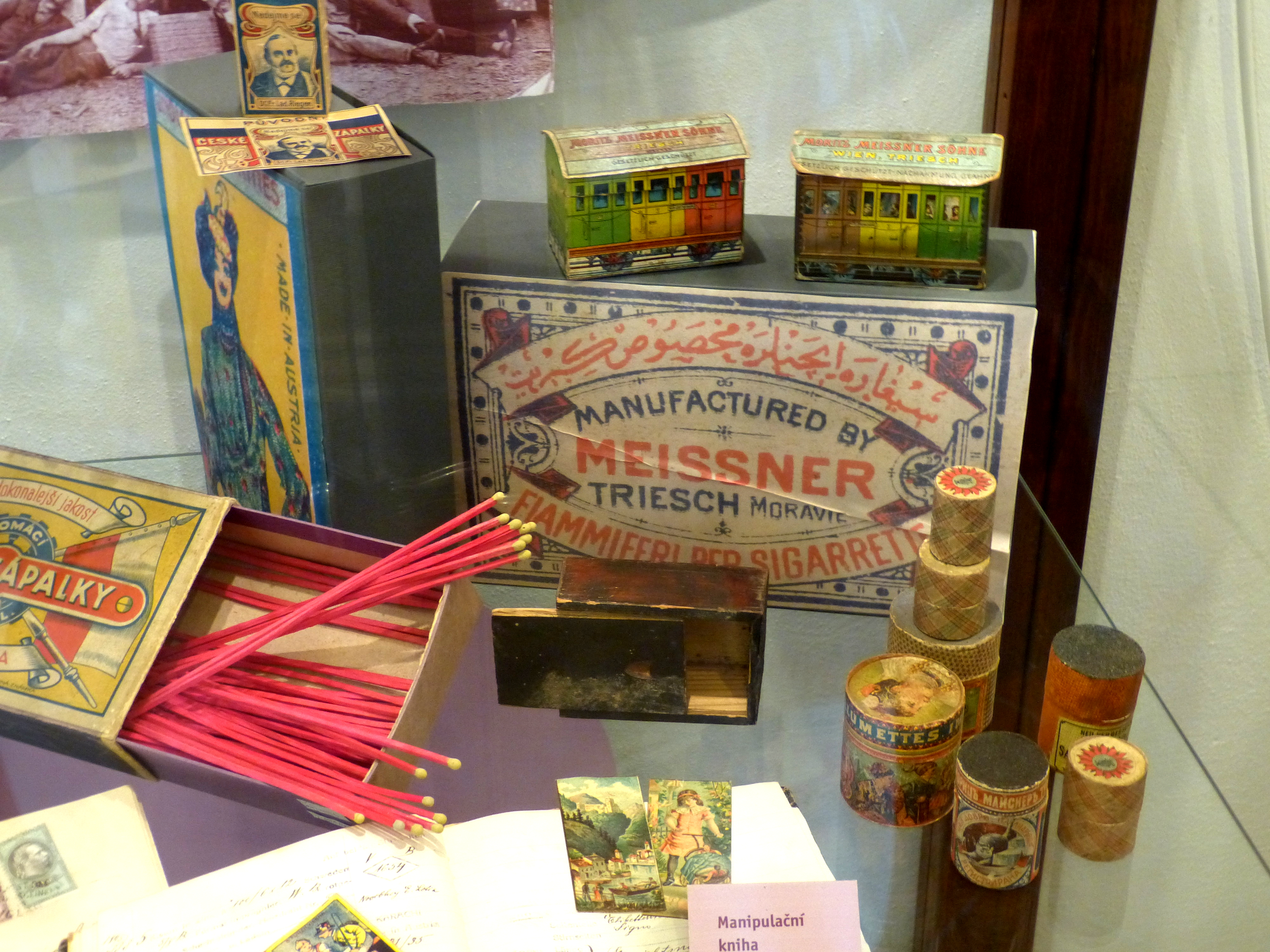
Zápalky

### Pobočka Telč
V telčské pobočce muzea, která sídlí v prvním patře jihozápadního křídla telčského zámku, jsou umístěny primárně sbírky z historie města. Součástí muzea je i model historického centra města Telče, model byl z papíru a dřeva vyroben z roku 1895. Jsou ukázány sbírky přibližující život v měšťanských domech na náměstí, stejně tak sbírky ukazující život ve venkovských staveních. Ve sbírkách jsou uloženy i svatební praporce, které jsou typickým doplňkem pro svatbu v kraji Českomoravské vrchoviny. Součástí sbírky je i africká sbírka manželů Foitových, stejně tak jako sochy Františka Vladimíra Foita.

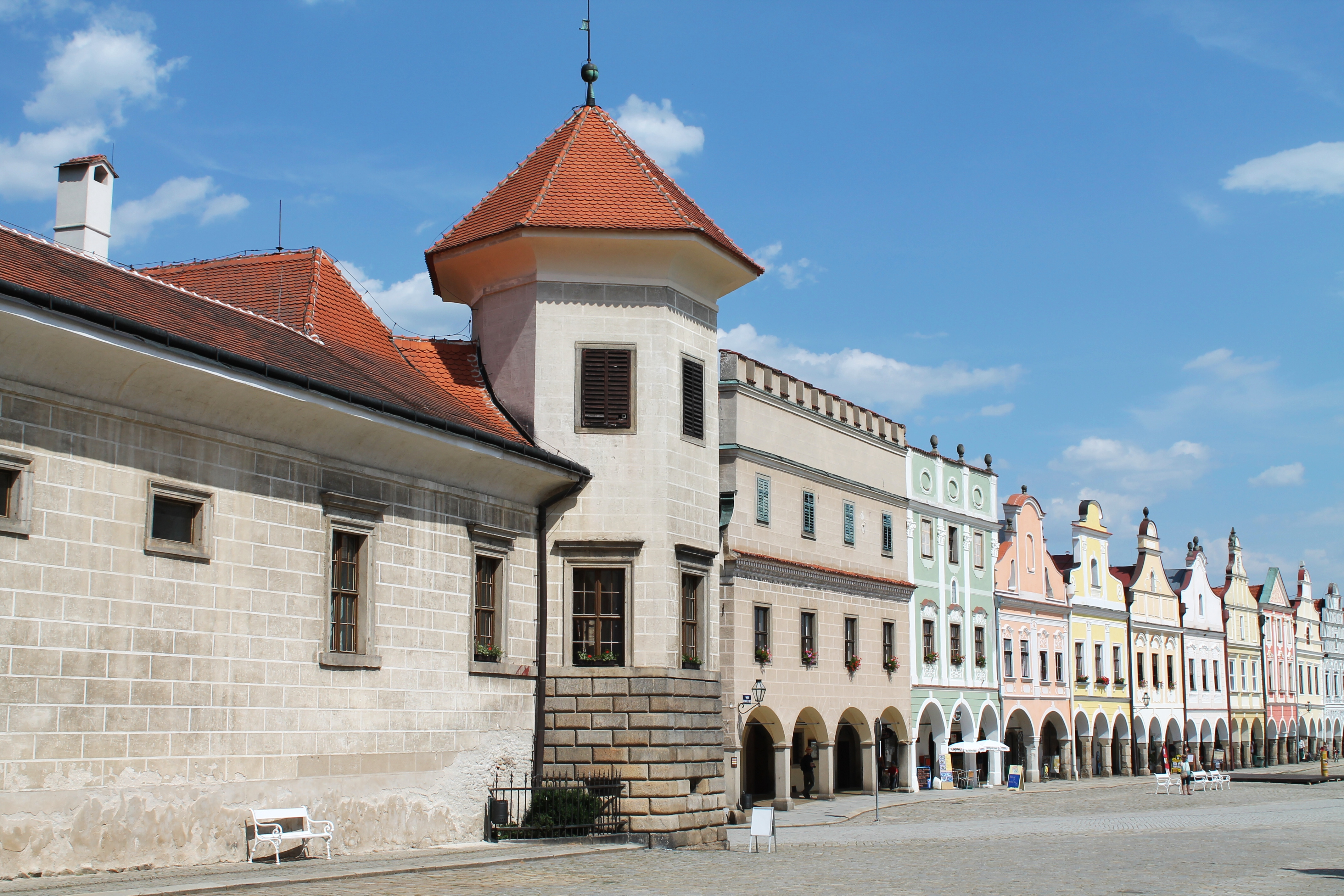
Jihozápadní křídlo zámku s baštou